# Bassethoorn
Een bassethoorn is een soort klarinet met een groter bereik in de lage tonen. De bassethoorn moet niet verward worden met de altklarinet. Ondanks de benaming heeft de bassethoorn niets met de hoorn van doen, maar behoort hij tot de klarinettenfamilie.

## Historie

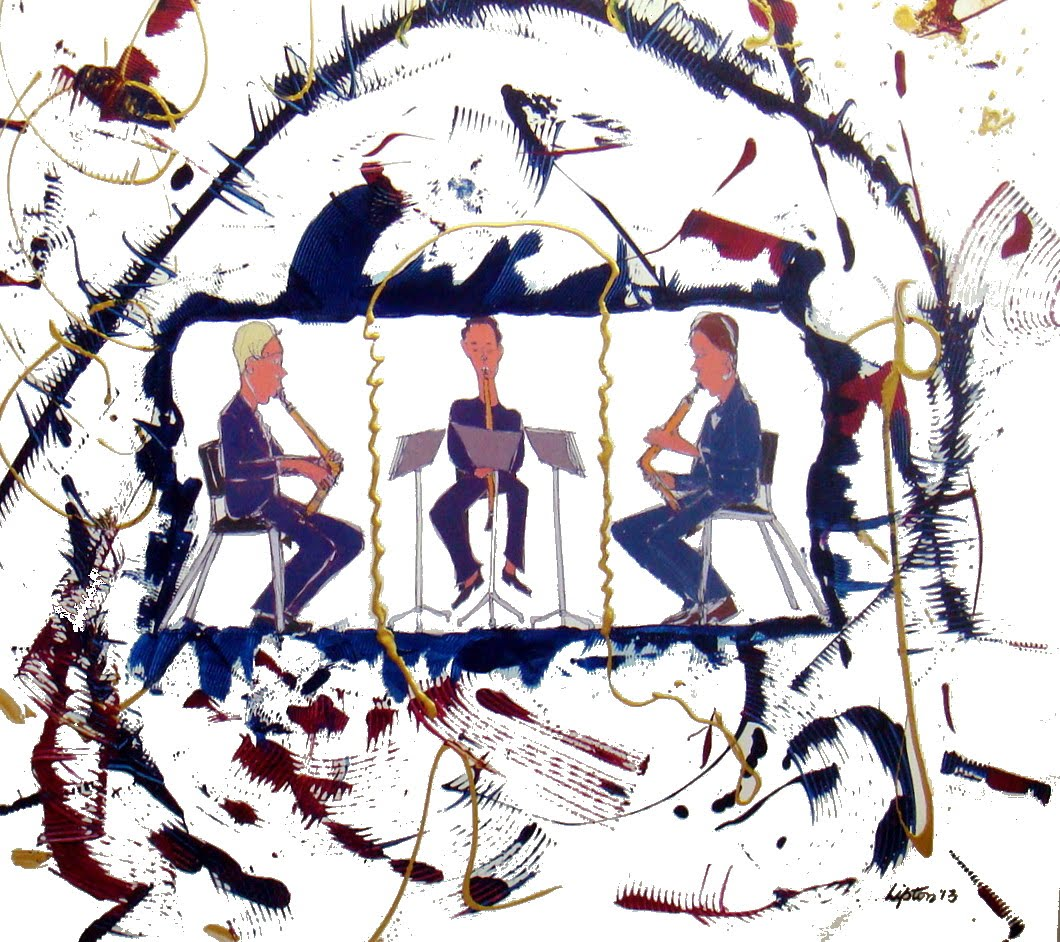
Mozart Divertimento for 3 Basset Horns
(Kay Lipton - "Art Informed By Music")

De bassethoorn werd omstreeks 1770 in Beieren door Mayrhofer in Passau uitgevonden en was groter dan de gewone klarinet. De bassethoorn bestond uit een  buis die zo lang was dat zij moest worden omgebogen om het instrument hanteerbaar te houden. Er bestonden veel verschillende vormen van bassethoorns.
De bassethoorn was het favoriete muziekinstrument van Mozart. Mozart gebruikte de bassethoorn onder andere in zijn requiem, in enkele opera's en in kamermuziek. Van dat laatste zijn de 25 stukken voor drie bassethoorns een mooi voorbeeld. Hoewel tegenwoordig over Mozarts "klarinetconcert" wordt gesproken (in A-groot, KV 622, geschreven te Wenen in oktober 1791), begon Mozart dit concerto als een bassethoornconcerto.
Dit ontwerp van Mozart, 199 maten lang, is bewaard gebleven. Hierop is ook te zien dat Mozart vanaf maat 180 van gedachten verandert en overschakelt op een klarinet in A. De klarinet die hij voor ogen had, is de zogenaamde bassetklarinet, een klarinet die 4 halve tonen lager kan spelen dan de standaardklarinet. Anton Stadler, de klarinettist voor wie Mozart zijn concerto schreef, had (als enige) zo'n klarinet.
Ludwig van Beethoven schreef maar één stuk (in zijn ballet Die Geschöpfe des Prometheus) waarin hij de bassethoorn gebruikte. Van Felix Mendelssohn Bartholdy zijn de twee Konzertstücke voor klarinet, bassethoorn en piano of orkest, zeer geliefd bij liefhebbers van de klarinet. Daarna verdween de bassethoorn uit de belangstelling. Richard Strauss herontdekte de bassethoorn. Hij schreef ervoor in enkele van zijn opera's en in enkele stukken voor blazers.
De bassethoorn was enigszins in vergetelheid geraakt, totdat Karlheinz Stockhausen (vanaf 1978) voor het instrument opnieuw bijzondere solistische muziek schreef, dankzij zijn samenwerking met Suzanne Stephens.
Van de bassethoorn bestaat ook nog een grotere variant, namelijk de contrabassethoorn die is ontwikkeld rond 1830. Dit instrument staat qua toonomvang tussen de bas- en contrabasklarinet. Dit instrument heeft nooit veel succes gehad, maar was wel een voorbeeld om een andere basklarinet te maken.  Na de ontwikkeling van de contrabassethoorn in 1830 werd er een tijdje niets meer van dit instrument vernomen.

## Stemming
De bassethoorn wordt een transponerend instrument genoemd en staat gestemd in F (wat betekent dat er een F klinkt op de piano als het instrument een C speelt) en is daarmee een kwart lager dan de "gewone" bes-klarinet. Ook komt een stemming in Es voor.